# Могаммед Садик-бей Агабек-заде
Могаммед Садик-бей Агабек-заде (Агабеков Садих Бек, пол. Agabekow Sadych Bey, 15 березня 1865, Гейчай, Азербайджан — 9 листопада 1944, Львів) — польський сходознавець-поліглот, російський офіцер (генерал-майор), азербайджанець за національністю. Міністр Азербайджанської Демократичної Республіки, після її захоплення емігрував до Європи, працював у Парижі (Сорбонна) та Львові (Львівський університет і Вища торгова школа).
Один із творців Львівсько-Петербурзької школи сходознавства.

## Біографія

### Дитинство та навчання
Народився в родині азербайджанського аристократа Ісмаїла Агабек-заде. Дід Могаммеда був шиїтським муфтієм всього південного Кавказу і в дитинстві навчив його перської та арабської мов. Подібно до російських аристократів, у сім'ї Агабекова спілкувалися французькою.
Навчався у Бакинському реальному училищі, яке закінчив із відзнакою. Після закінчення Константинівського піхотного училища 1886 року перейшов на III курс Михайлівського артилерійського училища в Санкт-Петербурзі. Через рік здав екстерном випускні іспити і в чині поручника відбув на службу на Кавказ.

### Туркменський період
Прослуживши у війську 10 років, Могаммед Садик-бей успішно склав конкурсні екзамени для навчання на офіцерських курсах східних мов при Азійському департаменті Міністерства закордонних справ Російської імперії, які закінчив 1899 року з відзнакою. Його скерували до Туркменістану на службу в російській армії. Тут Могаммед Садик-бей займався вивченням туркменської мови, зокрема ахалтекінського діалекту.
1904 — опублікував свою працю «Учебник туркменского наречия (ахал-текинский диалект) с приложением сборника пословиц и поговорок туркмен Закаспийской области», яку високо оцінили сходознавці А.Самойлович та О.Семьонов. Бухирський емір Сеїд Адім-хан нагородив Садик-бея найвищим орденом Бухарського емірату та медаллю.

### Еміграція
1913 — пішов у відставку і повернувся у родовий маєток у Ґеокчаї біля Баку.
З початком І Світовой війни генерала-артилериста призивають на службу. Після закінчення війни недовгий час перебував у Ґеокчаї.
На початку 1919 року мусаватистський уряд Азербайджану запропонував йому посаду міністра внутрішніх справ. Проте 1920 року після більшовицьким вторгненням Садик-бею довелося емігрувати з дружиною у Стамбул, де він проживав у свого родича Алі-бека Гусейн-заде. Але і в Туреччині була неспокійна атмосфера. Саме в цей час почалася війна з Антантою, очолена Мустафою Кемалем, тому невдовзі Садик-бей переїхав до Парижа.
У Парижі протягом 2 років викладав перську та турецьку мову у Сорбонні. В цей час померла його дружина Ґюлі, яку поховано на мусульманському кладовищі у Парижі.

### Львівський період
Після смерті дружини Могаммеда Садик-бея більше нічого не зв'язувало з Парижем, тому він погодився на запрошення Зиґмунта Смоґожевського переїхати до Львова. З лютого 1927 року він працює на філософському факультеті Львівського університету, тим часом вивчаючи українську та польську мови. Дещо пізніше він також став викладати у Львівській вищій торговій школі.
В університеті вчений викладав низку сходознавчих дисциплін:
- турецька мова (сучасна і староосманська)
- перська мова (сучасна і класична)
- арабська мова (сучасна літературна і класична)
- арабська граматика
- ісламознавство
- мусульманська палеографія
- каліграфія
- епіграфіка

1931 — видав польською мовою підручник турецької мови, а у 1932 — елементарну граматику арабської мови (фонетику та морфологію), написану на базі 2-го видання «Нової граматики арабської мови» Оґюста Пер'є (Париж, 1928).
Під час німецької окупації вченого виселили з його квартири. 1943 року він важко захворів, а 9 листопада 1944 року помер. Похований на 64-ому полі Личаківського цвинтаря.

## Послідовники
Могаммед Садик-бей був одним із фундаторів сходознавства у Львові. Його учнями були Теофіл Володимирський, Мар'ян Левицький, Омелян Пріцак, Тадеуш Левицький, Францішек Михальський та інші.